# Șlîkareve, Bârzula
Șlîkareve (în ucraineană Шликареве) este un sat în comuna Zelenohirske din raionul Bârzula, regiunea Odesa, Ucraina.

## Demografie
Componența lingvistică a localității Șlîkareve
     Ucraineană (100%)
Conform recensământului din 2001, toată populația localității Șlîkareve era vorbitoare de ucraineană (100%).